# Okehampton

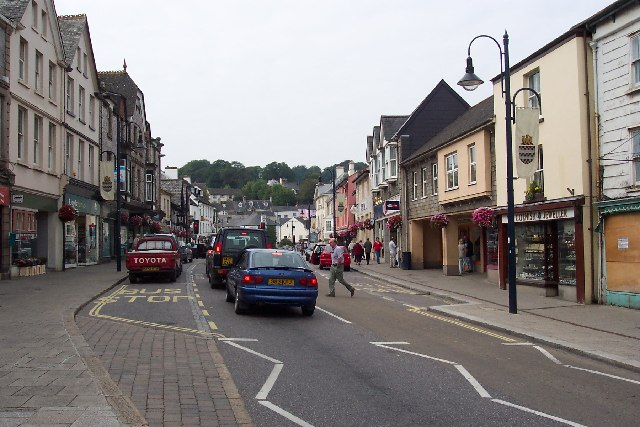
Hauptstraße in Okehampton, 2003

Okehampton ist eine Stadt in Devon, England. Die Bevölkerung des Stadtgebietes war im Jahre 2011 bei 7.647 Einwohnern (census 2011), für 2019 wurde sie auf 8.805 Einwohner geschätzt. Die Samtgemeinde mit umliegenden Dörfern hat 27.192 Einwohner.

## Das Mittelalter
Okehampton war in Devon die größte Feudalherrschaft ('barony') und das ausgedehnteste mittelalterliche Lehen von insgesamt acht an der Zahl in der Grafschaft Devon, wobei Okehampton dabei als caput bezeichnet wurde und war somit mit der Burg Okehampton Castle und dazugehörendem Herrenhaus führend in diesem Gebiet.
In dem auf Lateinisch geführten Domesday Book aus dem Jahre 1086 wird ein Baldvinus Vicecomes (Balduin, Graf von Devon) geführt, der als erster Herr von Okehampton genannt wird. Er nahm diese Funktion als Sheriff von Devon wahr, die ihre Entsprechung aus der angelsächsischen Zeit hat. Es war Balduin FitzGilbert, der als Sohn des Grafen Gilbert von Brionne ein Vetter von Wilhelm dem Eroberer war, in dessen Gefolge er an der Unterwerfung von Devon teilnahm. In dem Lehen Okehampton wurden 176 ältere Kleinherrschaften zusammengefasst, wobei in Exeter und Barnstaple wohl mehrere befestigte Sitze (manors) existierten, die allen zusammen in den Besitz von Balduin übergingen. Die Herrenhäuser in Barnstaple wurden zerstört. Der Vorbesitzer von Okehampton war ein Mann namens Osfert. Die Vorbesitzer in Barnstaple sind nicht bekannt, in Exeter wird bereits Wilhelm seit 1066 erwähnt, der sie wohl Balduin übergeben hat zu Verwaltung. Die Lehen wurden 'in baroniam' vergeben, d. h. der Lehensnehmer war dafür verantwortlich, dass Mann und Material für die königliche Armee zur Verfügung standen und auf Ruf des Königs an Parlamentssitzungen teilgenommen wurde.

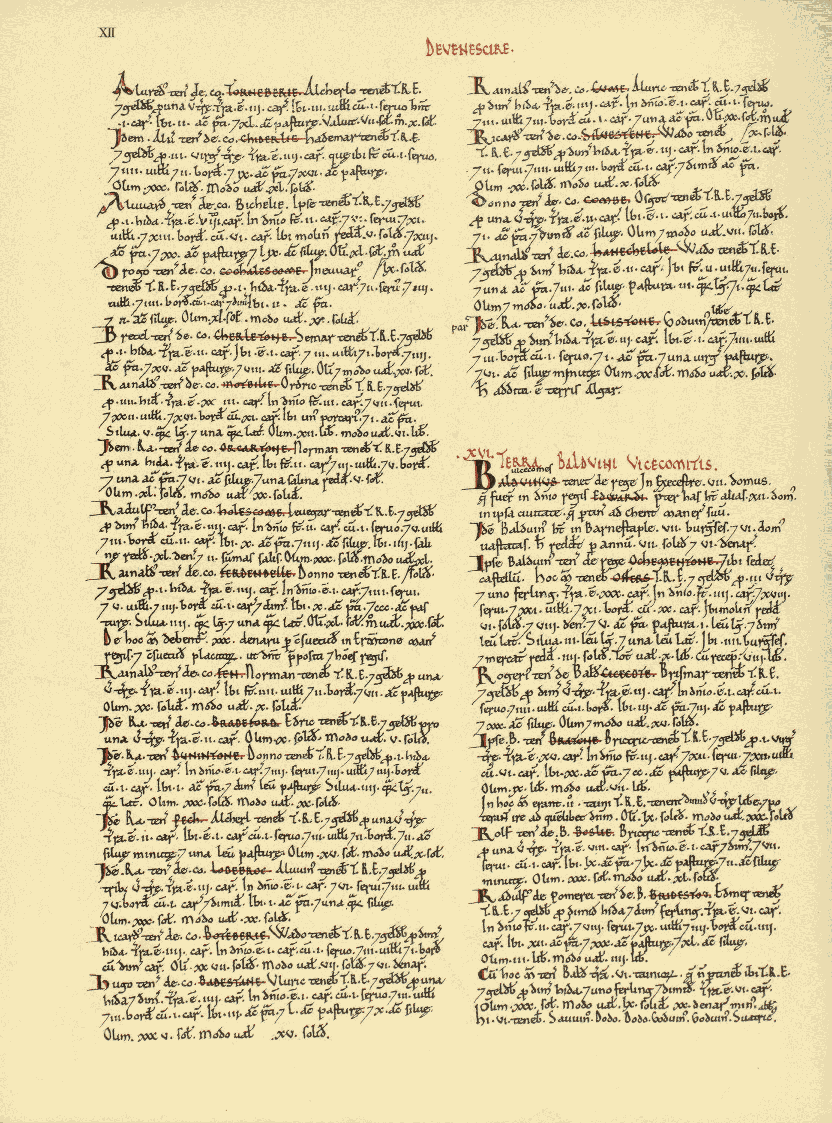
Auflistung der Herrensitze in Devonshire soweit im Besitze von Baldwin, dem Sheriff, aus denen die barony of Okehampton entstand, Domesday Book, 1086.

Mit Henry Courtenay, 1. Marquess of Exeter erlosch die feudale Herrschaft von Okehampton, denn nach dessen Hinrichtung wurden die Ländereien durch  Heinrich VIII.  eingezogen. Eine kurze Restitution der Herrschaft für seinen Sohn Edward Courtenay unter Maria I. war politisch bedeutungslos, da dieser ohne Erben im Exil 1556 starb, womit auch die Hauptlinie der englischen Courtenay erlosch. Politisch war Exeter die bedeutendste Stadt in Devon geworden.

### Die Herrschergeschlechter

#### Die Normannen
Balduin fitzGilbert starb 1091 und hatte als Nachfolger auf seine Funktion als Sheriff von Devon seine drei Söhne, die keine Erben hinterließen. Auf William FitzBaldwin († 1096) folgte Robert FitzBaldwin († 1101), der wiederum Richard FitzBaldwin († 1137) beerbte.
Danach waren für zwei Jahrzehnte die Besitzverhältnisse in Okehampton ungeklärt. Dann aber übernahmen die Nachkommen der Tochter von Balduin die Herrschaft über teils weibliche Erbfolgen, wobei das Erbe durch Heirat erst an das Haus Courcy fiel und letztlich durch Heirat gleich zweier Nachfahrinnen in das Haus Courtenay  in deren Herrschaft eingegliedert wurde.

#### Das Haus Courtenay
Rainald I. de Courtenay († 1190) (anglisiert 'Reginald) heiratete als Witwer auf Betreiben König Heinrich II. Maud du Sap – die Enkelin von Heinrich I., diese ebenfalls in zweiter Ehe mit Rainald I. verheiratet. Rainald I. brachte wiederum seinen Sohn aus erster Ehe Rainald II. († 1194) ein, der Maud's Halbschwester Hawise de Courci heiratete, womit über die letzten Erbinnen Balduins das Lehen an das Haus Courtenay übergehen konnte.
Die Familie heirate zweimal in das Haus Redvers ein, die die Herren von Plympton und Tiverton waren, so dass Hugh de Courtenay, 1. Earl of Devon (1276–1340) der Urenkel von Rainald II. und Enkel von Hugh le Despenser war, beide Herrschaften übernahm und seine Familie 1293 und nochmals 1335 als Earls of Devon. bestätigt wurden. Die Baronie von Okehampton floss somit in das earldom of Devon.  ein, das 1539 nach der Hinrichtung des vorletzten Courtenay – des Henry Courtenay, 1. Marquess of Exeter  – ebenfalls erlosch. Sein Sohn Edward, der letzte Courtenay in direkter Linie starb 1556 im Exil. Das Earldom of Devon erlosch. Der Besitz in Cornwall fiel an die Krone und wurde Teil des Duchy of Cornwall.
Eine Nebenlinie der Courtenay lebt bis heute in Powderham Castle und leitet sich von Philip de Courtenay, einem Enkel des Hugh de Courtenay, 1. Earl of Devon, ab.

## Die Burg
Der älteste Teil der Burg befindet sich auf einem hohen künstlich aufgeschütteten Hügel. Auf die alte Motte ist ein Keep aufgesetzt. Die ausgedehnten Reste lassen noch die quadratische Grundstruktur des Gebäudes aus dem 11. Jahrhundert erkennen, welches noch von Balduin stammt. Diesem Bauwerk wurde im 14. Jahrhundert ein ebenfalls rechteckiges dreistöckiges Gebäude hinzugefügt.
Nach Nordosten schließt sich an die Motte ein recht umfangreicher hochmittelalterlicher Gebäudekomplex an der einen großen Festsaal, Wirtschaftsgebäude, eine Kapelle sowie Privaträumlichkeiten inklusive Aborterkern sowie eine Burgmauer. Der Nordostzugang hat ein aufwändiges Torhaus.

## Sonstiges
Wie viele andere Orte des West Country entwickelte sich Okehampton auf Basis des mittelalterlichen Wollhandels. Ein Gebäude aus dieser Zeit ist neben der Burg unweit von Okehampton die Jakobskapelle (Chapel of St James). Sie stammt wohl aus dem 12. Jahrhundert und Ausgrabungen deuten auf einen angelsächsischen Vorgängerbau aus dem 7. Jahrhundert hin.

## Die Landschaft
Die Stadt liegt an der Nordseite des Dartmoor, die Grenze des Dartmoor-Nationalparks liegt unmittelbar südlich der Stadtgrenze. Im Stadtgebiet ist der Zusammenfluss der Quellbäche des im Dartmoor entspringenden River Okement – im Volksmund auch River „Ock“ genannt. Er fließt nach Norden in den River Torridge ab.

## Die Stadt heute

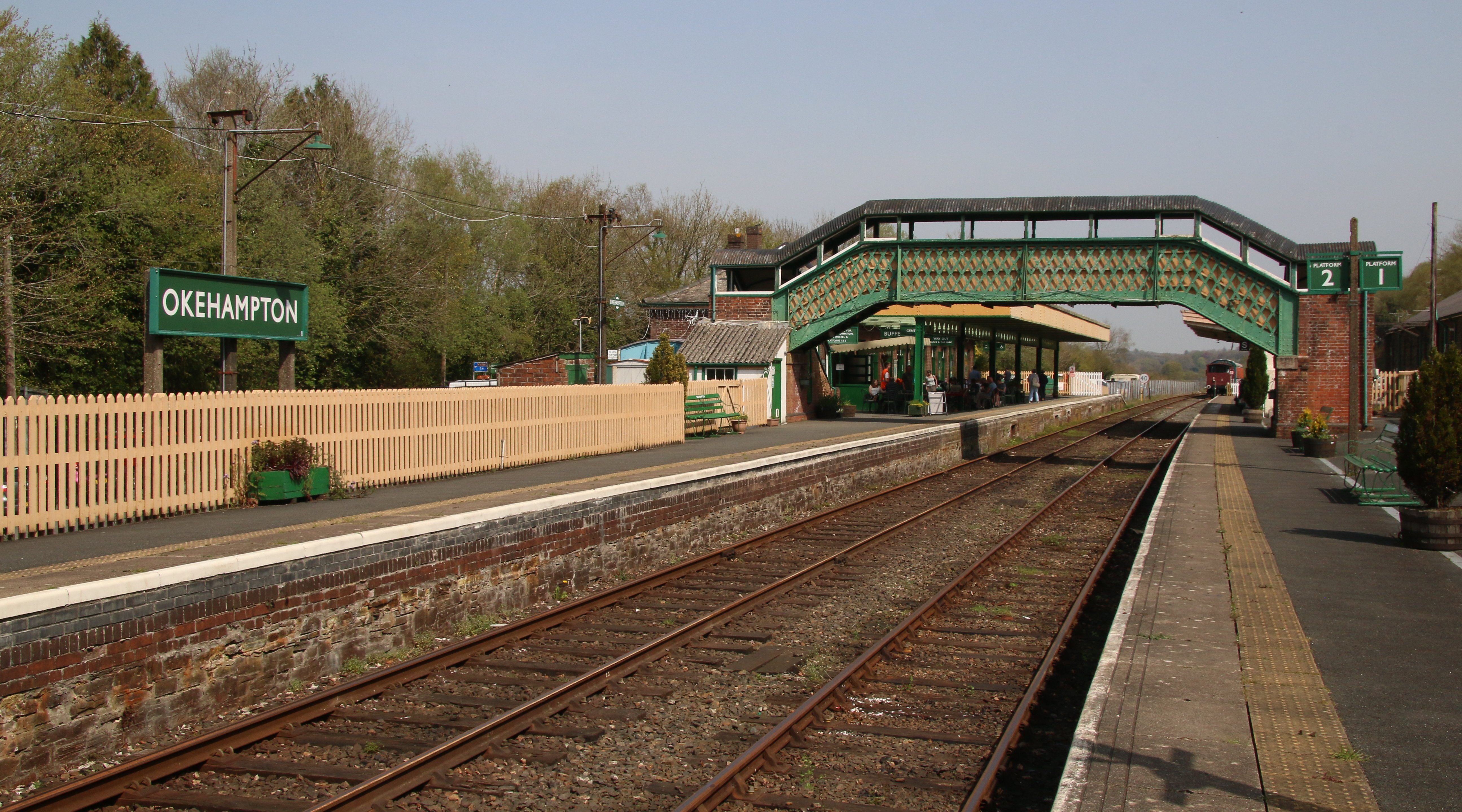
Bahnhof

Okehampton verfügt über Militärpräsenz, das Militär ist durch Ereignistage auch in das Leben der Bevölkerung integriert. Zudem verfügt der Ort über eine Grundschule und eine weiterführende Schule.
Die zuvor stillgelegte Eisenbahnlinie (Dartmoor Line) von Exeter nach Okehampton wurde im November 2021 wieder in Betrieb genommen und verkehrte zunächst alle zwei Stunden, seit Mai 2022 gibt es stündlichen Verkehr.
Die Straße A30 road führt nach Okehampton. Die Stadt ist über mehrere Buslinien an die Umgebung angebunden.
Die Kirche von Okehampton ist die 'Church of all Saints', die im perpendicular Style gehalten ist. Sie wurde im Jahre 1844 an der Stelle einer älteren Kirche erbaut, wobei der Turm älter ist. Die Kirche enthält keine nennenswerten Kunstschätze, die Verglasung wurde 1897 und 1900 teilweise erneuert. Sie ist ein Grade II Listed Building seit 1952. Die ältesten Grabmäler auf dem angrenzenden Friedhof stammen aus dem 17. Jahrhundert. Eine weitere kleine Kirche aus dem 19. Jahrhundert ist die 'St. James Chapel', die ebenfalls einen Neubau aus dem Jahre 1862 mit viktorianischem Hauptschiff und einem älteren Turm darstellt. Erwähnenswert ist hier eine aus feinen Holzschnitzereien bestehende Kanzel, die älter als die Kirche ist. Sie ist ebenfalls ein Grade II Listed Building seit 1952.
Das Museum of Dartmoor Life ist ein Heimatmuseum mit thematisch aufgearbeiteten Exponaten zur industriellen Vergangenheit, dem Land- und Familienleben dieser Gegend. Des Weiteren beherbergt die Stadt ein Polizeimuseum.

## Persönlichkeiten
- Christy Prior (* 1988), Snowboarderin

## Weiterführende Literatur
- Caroline Thorn, Frank Thorn: Domesday Book (= John Morris. Band 9). Phillimore Press, Devon 1985, chapter 16, S. parts 1 & 2, holdings of Baldwin the Sheriff.
- I. J. Sanders: English Baronies: A Study of their Origin and Descent 1086-1327. Oxford 1960.
- WilliamPole: Collections Towards a Description of the County of Devon. (antiquary), London 1791
- Some Account of the Barony and Town of Okehampton: Its antiquities and institutions. Bridges, W. B; Wright, W. H. K.; Rattenbury, J.; Shebbeare, R.; Thomas, C.; Fothergill, H. G. Tiverton: W. Masland, 1889